# 旺角關帝廟
22°19′14.0″N 114°10′9.0″E / 22.320556°N 114.169167°E
旺角關帝廟是於2014年9月28日由雨傘革命參與者在香港九龍油尖旺區旺角彌敦道佔領範圍內搭建的一間小型關帝廟。自參與者佔領旺角後，由於持續地被反佔中參與者的威脅及阻礙，至10月3日更有懷疑及部份後來被確實為黑社會份子闖入旺角佔領區搗亂及襲擊參與者，參與者認為警察執法不力，遂在上址築起之路障再架設一座小型關帝廟，希望借助關帝忠義之威幫助參與者，旺角把守佔領區。關帝廟最終在11月26日警察武力清場期間被摧毀。

## 歷史

### 第一代（10月9日至10月17日）

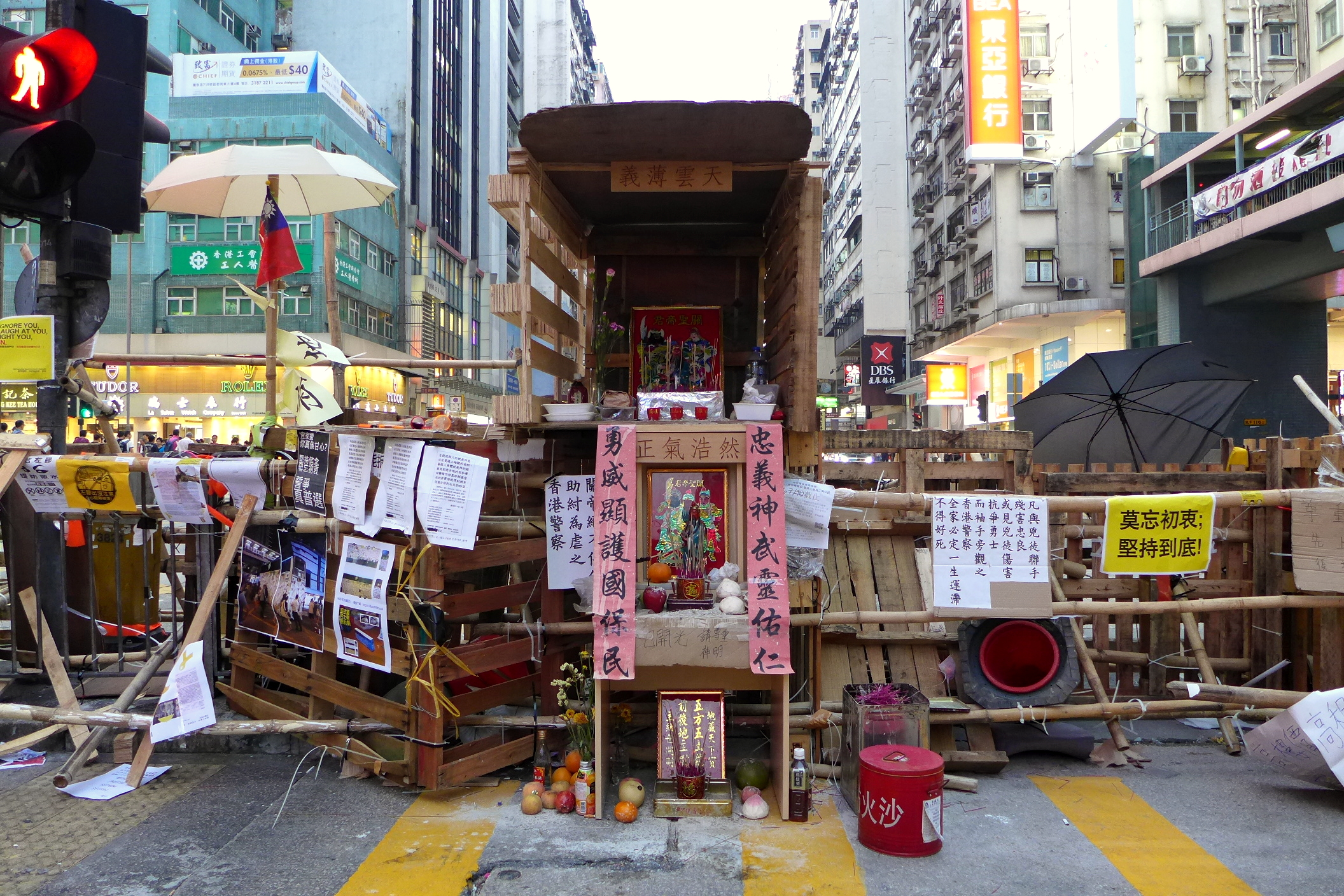
旺角關帝廟（第一代）

先將關帝像帶到現場的是一名自稱「阿姑」女性工人，她表示原先希望省錢，撿幾個廢棄的神像擺放在路障中，惟尋遍廟街、油麻地、鰂魚涌及九龍塘後均不果，於是自掏腰包，加上其他供奉擺設，耗資千餘港元。自旺角關帝廟架設後，儘管建築簡陋，惟每日均有大批人前來參拜，香火鼎盛。
2014年10月13日11時許，大批反三合會行動組警務人員突然包圍旺角關帝廟，人員指出參拜關帝可能涉及三合會儀式，因而不准公眾上前「參拜」或者上香，此舉惹來大批參與者鼓譟及反包圍，紛紛高呼：「釋放關公，關公無罪！」事件在極短時間內在互聯網迅速散播開去，有高登討論區用戶緊急呼籲：「『突發！』差佬想拆旺角關公，支援！急！（『突發！』警察企圖拆掉旺角關公廟，支援！急！）」又指：「警察都有拜關二哥！（警察亦有祭祀關公！）」「《三國演義》係咪要燒曬？（《三國演義》是否要全部燒掉？）」事件擾攘約半小時後，警務人員自行撤離，大批參與者繼續參拜。至10月15日，雖然在銅鑼灣及金鐘佔領區被參與者建築之路障均已經被警察清除，惟旺角關帝廟未被黑白或者任何其他人士移動。
2014年10月17日早晨，大批警務人員飛奔現場及向集會者表示將會移除位於阿皆老街及彌敦道交界等街道上的路障，以恢復交通，著集會者不必緊張，將會寬容他們15分鐘以執拾所需要的物件，惟旺角關帝廟未被參與者拆除。及後，警務人員在一名（頭戴皇冠香港警察徽章）關姓女性高級警司的命令下，開始上址的清理障礙物，包括旺角關帝廟。於警察清除障礙物後，參與者再次架設關帝廟。

### 第二代（10月17日至11月26日）

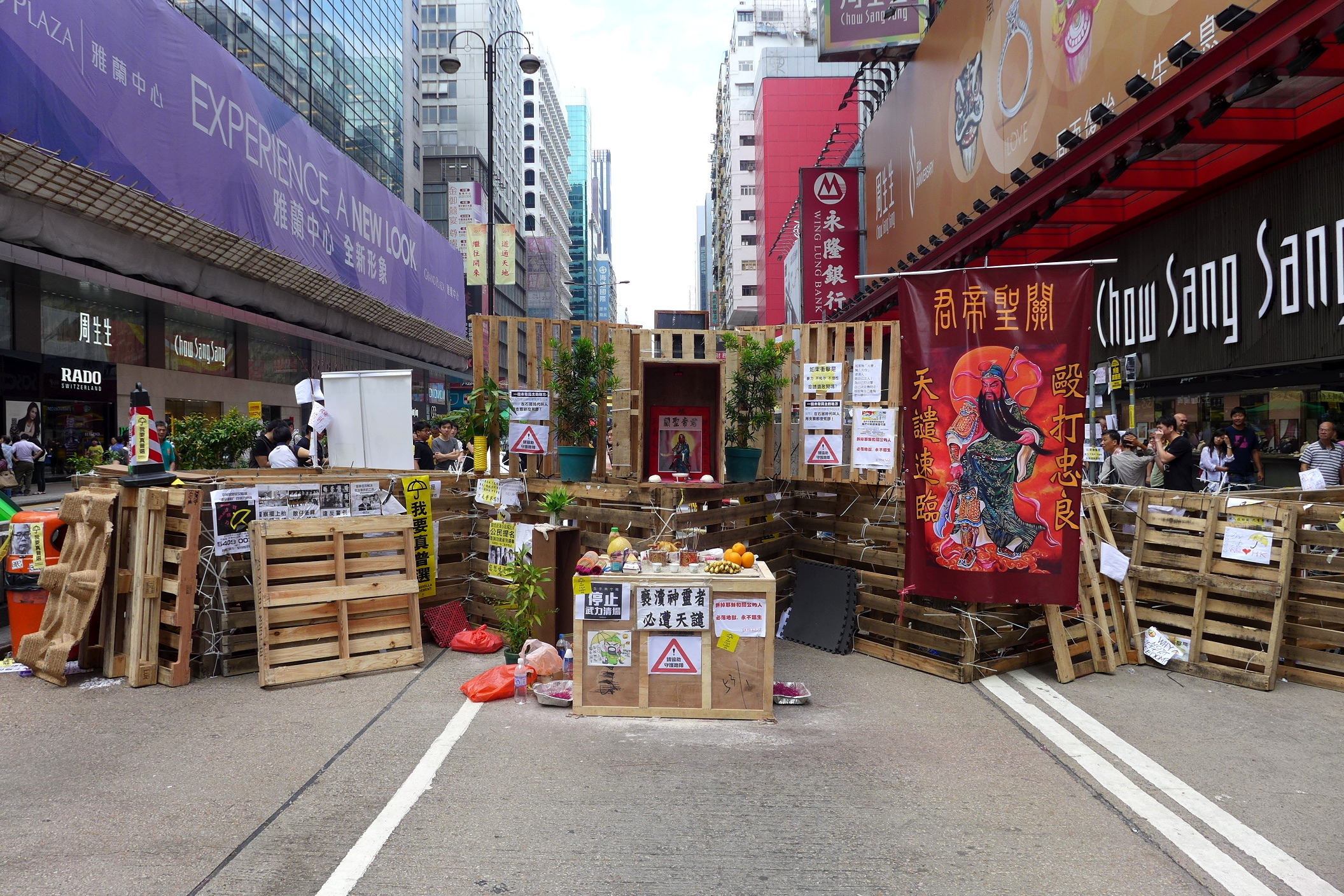
旺角關帝廟（第二代）

2014年10月28日下午，7名消防人員及警務人員在旺角佔領區視察及勸喻集會者清拆被放置關公像的神壇。消防處署理高級消防區長鄭瑞安表示，現場為高危險性質的地方，不同意見者容易發生磨擦及推撞，擔心關公像附近的路障易燃，一旦發生火災，消防車輛難以在短時間內到達現場滅火，在此擺設關公像對參與者及附近建築物都構成安全問題。
2014年11月26日，警方於彌敦道清場，本來有義工將關公像遷到麥花臣球場暫避，但隨後有警員來到，懷疑他們偷竊，及後又指關公像是無人認領的垃圾，安排食環署人員送到垃圾收集站，最終送到垃圾堆填區。

## 傳統
在香港社會中，各界同樣地推崇和尊敬關羽，尊稱他為「關二哥」或者「關公」等。傳說關羽年少時擅長簿記與會計，被不少商業人士視其為財神的象徵，故此香港許多商店都供奉關羽，其像多半持《左氏春秋》，不持刀劍，希望能夠藉此保佑店舖生意興隆。民間亦相信關羽保衛盡忠守義之士，所以各行業均尊崇關羽，社會上不認為尊祟存在信仰上的衝突。然而，警察所供奉的關帝君像多持關刀、穿紅鞋，與商業（多著綠袍、持《左氏春秋》）及黑社會（多懸寶劍、穿綠鞋）所供奉的關帝君像不同。而在旺角關帝廟供奉的，正是與警察所供奉的關帝君像一樣，持關刀、穿紅鞋。

## 外部連結
- Google Map